# Maurizio Lorenzi
Maurizio Lorenzi (Bergamo, 25 maggio 1973) è uno scrittore e poliziotto italiano.
Articoli dei quotidiani Il Giorno e L'Eco di Bergamo lo hanno etichettato come "Il poliziotto che scrive libri".  Collabora con il quotidiano L'Eco di Bergamo, la trasmissione televisiva Novastadio di Telenova e l'emittente radiofonica Pienneradio. 

## Biografia
Dopo aver esordito nel 2005 con Racconti sulla strada (Sottosopra edizioni, prefazione di Vittorio Feltri), la sua prima raccolta di racconti e storie che traggono spunto dal mondo professionale della Polizia di Stato, nel 2008 si ripete con A modo mio (Edizioni Il Molo, prefazione di Savino Pezzotta) e nel 2011 con Racconti di strada (Edizioni Ananke), remake delle precedenti opere. Nel 2012 firma il racconto L'ultima lettera, prima opera a sfondo giallo che viene inserita nell'antologia di scritti e ricette Il gusto del Piemonte (da Conti Editore, introduzione a cura di Bruno Quaranta).
Nel 2013 intraprende il filone dei romanzi polizieschi tratti da storie vere pubblicando Sbirro Morto Eroe, le verità giudiziarie (Conti Editore), la ricostruzione del controverso conflitto a fuoco del 6 febbraio 1977 avvenuto al casello autostradale di Dalmine, tra due pattuglie della Polizia Stradale e alcuni membri della banda Vallanzasca in cui persero la vita il Maresciallo Luigi D'Andrea e la Guardia di P.S. Renato Barborini. 

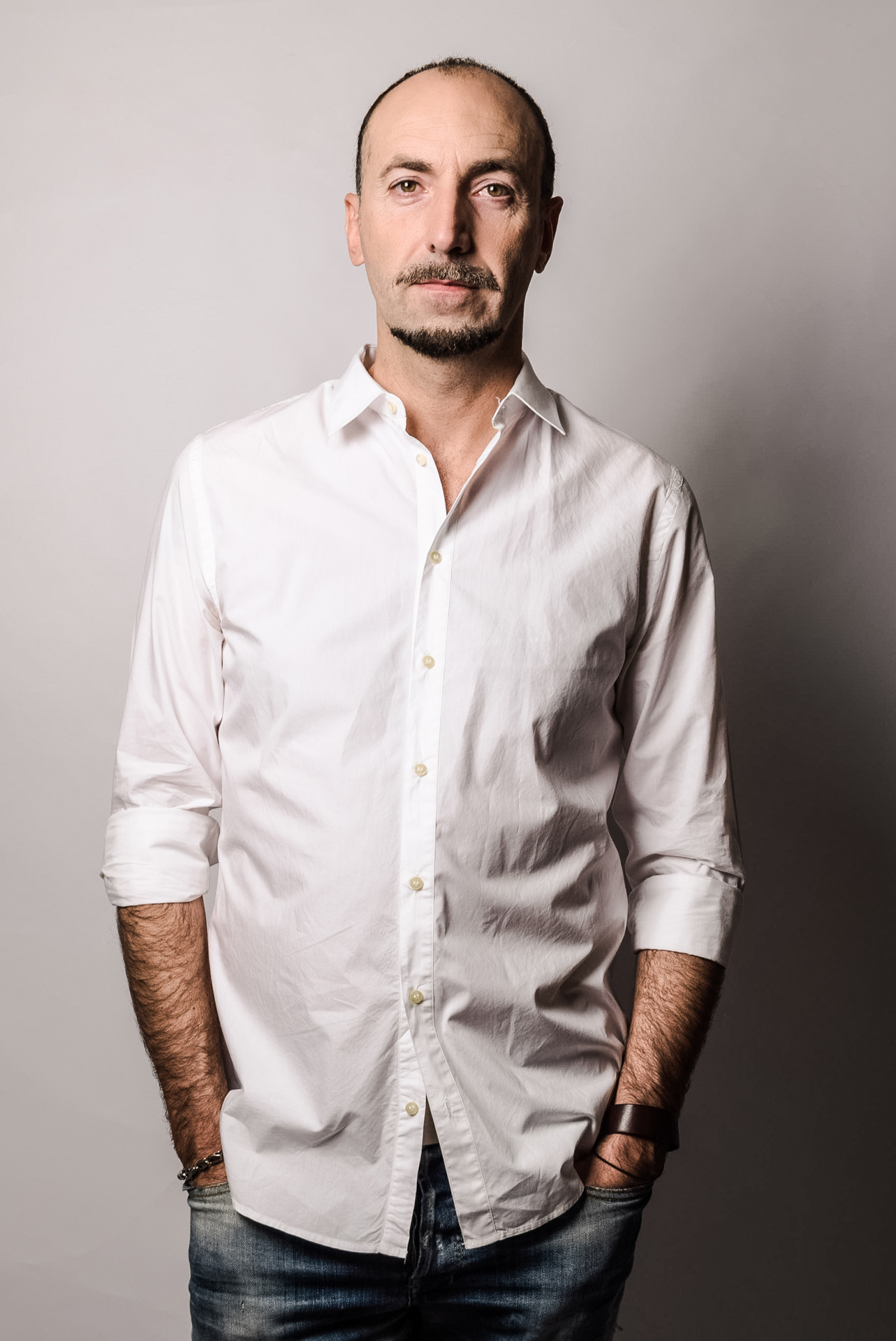
MaLo scrittore

Nel 2014 pubblica Eroi senza nome (Imprimatur) opera tratta dalle storie di Antonio Montinaro (il caposcorta che proteggeva Giovanni Falcone), Emanuela Loi (appartenente all'apparato scorta del giudice Paolo Borsellino), Claudio Del Moro (poliziotto della Polizia stradale) e i vigili del fuoco impegnati sul campo nel terremoto dell'Aquila del 2009.
Nel 2016 pubblica Identikit, il disegnatore di incubi (Imprimatur), opera ispirata al disegnatore della polizia scientifica italiana autore degli identikit relativi, tra gli altri, al caso del rapimento del Generale James Lee Dozier, della banda della Uno Bianca e Unabomber.
Nel 2018 pubblica Il comunicatore (Imprimatur), thriller poliziesco ispirato alla storia vera di un gruppo di poliziotti specializzati in missioni internazionali ed esperti di rimpatri di pregiudicati stranieri. 

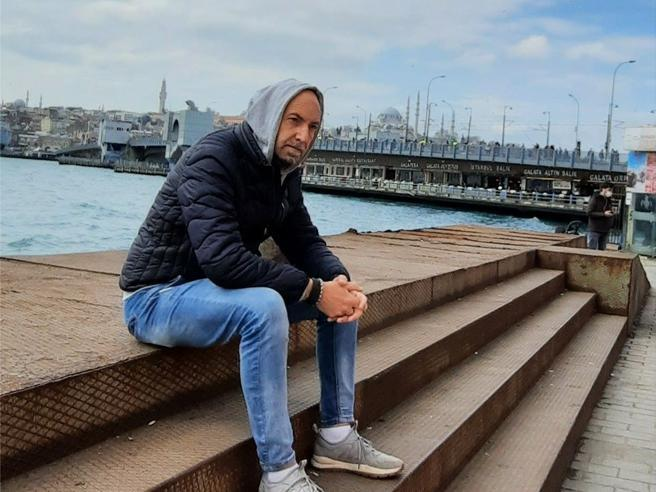

Nel 2021 pubblica Il tempo degli sbirri (Bolis Edizioni), thriller poliziesco ispirato ad una cinematografica un'evasione avvenuta da un carcere italiano tra i cui protagonisti spicca il cosiddetto "Re delle evasioni", Max Leitner.
Nel 2025 pubblica DNA Ignoto (Bolis Edizioni), romanzo poliziesco ispirato alla nota vicenda giudiziaria di Yara Gambirasio.

## Premi e riconoscimenti
- Vincitore del diploma d'onore del premio letterario internazionale "Il Molinello", 2016. per la sezione saggistica per Eroi senza nome.
- Vincitore del premio della giuria del premio letterario internazionale "Montefiore", 2016. per Identikit il disegnatore di incubi.
- Vincitore del premio Trofeo Rinaldo Scheda (Spirito della Riforma della Polizia), rassegna "I sapori del giallo" (Langhirano), 2018, per Il comunicatore.
- Terzo premio al 3º Concorso Letterario "Tre Colori" 2021, nell'ambito del 23ºFestival internazionale Inventa un film, sezione narrativa, per Eroi senza nome.

## Opere Letterarie

### Racconti
- Racconti sulla strada, Sottosopra, 2005. ISBN 978-88-89724-01-9
- A modo mio, Edizioni Il Molo, 2008. ISBN 978-88-89638-72-9
- Racconti di strada, Ananke, 2011. ISBN 978-88-7325-402-7
- Il Gusto del Piemonte (racconto L'ultima lettera), Conti Editore, 2012. ISBN 978-88-97940-08-1
- I segreti di Bergamo (racconto La Bergamo criminale), Rudis Edizioni, 2021

### Romanzi polizieschi
- Sbirro Morto Eroe, le verità giudiziarie, Conti Editore, 2013, ISBN 978-88-97940-23-4
- Eroi senza nome. Quando il senso del dovere diventa esemplare coraggio, Imprimatur Editore - Rizzoli promozione e distribuzione, 2014, ISBN 978-88-6626-119-3
- Identikit - il disegnatore di incubi, Imprimatur Editore - Rizzoli promozione e distribuzione, 2016. ISBN 978-88-6830-373-0
- Il comunicatore, Imprimatur Editore - Rizzoli promozione e distribuzione, 2018, ISBN 978-88-6830-652-6
- Il tempo degli sbirri, Bolis Edizioni, 2021, ISBN 978-88-7827-484-6
- DNA Ignoto, Bolis Edizioni, 2025, ISBN 9788878275003